# Apamea vulgaris
Apamea vulgaris là một loài bướm đêm thuộc họ Noctuidae. Nó được tìm thấy ở Nova Scotia tới Kentucky, phía tây đến Kansas. Nó được tìm thấy ở và Ontario, New York, Pennsylvania và Maryland.
Sải cánh dài khoảng 39 mm. Con trưởng thành bay từ tháng 5 đến tháng 7.